# Swan Lake (Shoal River)
Swan Lake (englisch für „Schwanensee“) ist ein See in der kanadischen Provinz Manitoba. Benannt ist er nach den hier vorkommenden Trompeterschwänen.

## Lage
Der See liegt westlich des Lake Winnipegosis, in welchen er über den Shoal River nach Norden hin entwässert wird. 
Seine Wasserfläche beträgt 310 km², das Einzugsgebiet umfasst 9930 km². 
Er liegt auf einer Höhe von 259 m.
Am Westufer des Sees, dort wo die Hauptzuflüsse Swan River und Woody River in den Swan Lake münden, befindet sich ein Feuchtgebiet, welches für Zugvögel von Bedeutung ist.  

## Geschichte
Am 24. September 1875 wurde am Swan Lake von den Cree, Saulteaux und Stoney Bands der Treaty 4 unterschrieben.